# 利斯特冰原島峰
73°27′S 160°32′E / 73.450°S 160.533°E
利斯特冰原島峰（英語：Lister Nunataks），是一座在南極洲的冰原島峰，位於維多利亞地的彭內爾海岸，處於布羅恩岩西南面28公里，美國地質調查局根據測量和該國海軍的空中照片將其繪入地圖，現時由南極條約體系管理。